# 拜卡洛沃区
拜卡洛沃区（羅馬化：Baykalovskiy rayon）是俄罗斯斯维尔德洛夫斯克州的一个区，面积2,293.7平方（885.6平方英里）。其行政中心为拜卡洛沃村。该区2021年人口有14,713人；2010年人口16,294；2002年人口19,048；1989年人口21,569。